# جوليان أسانج

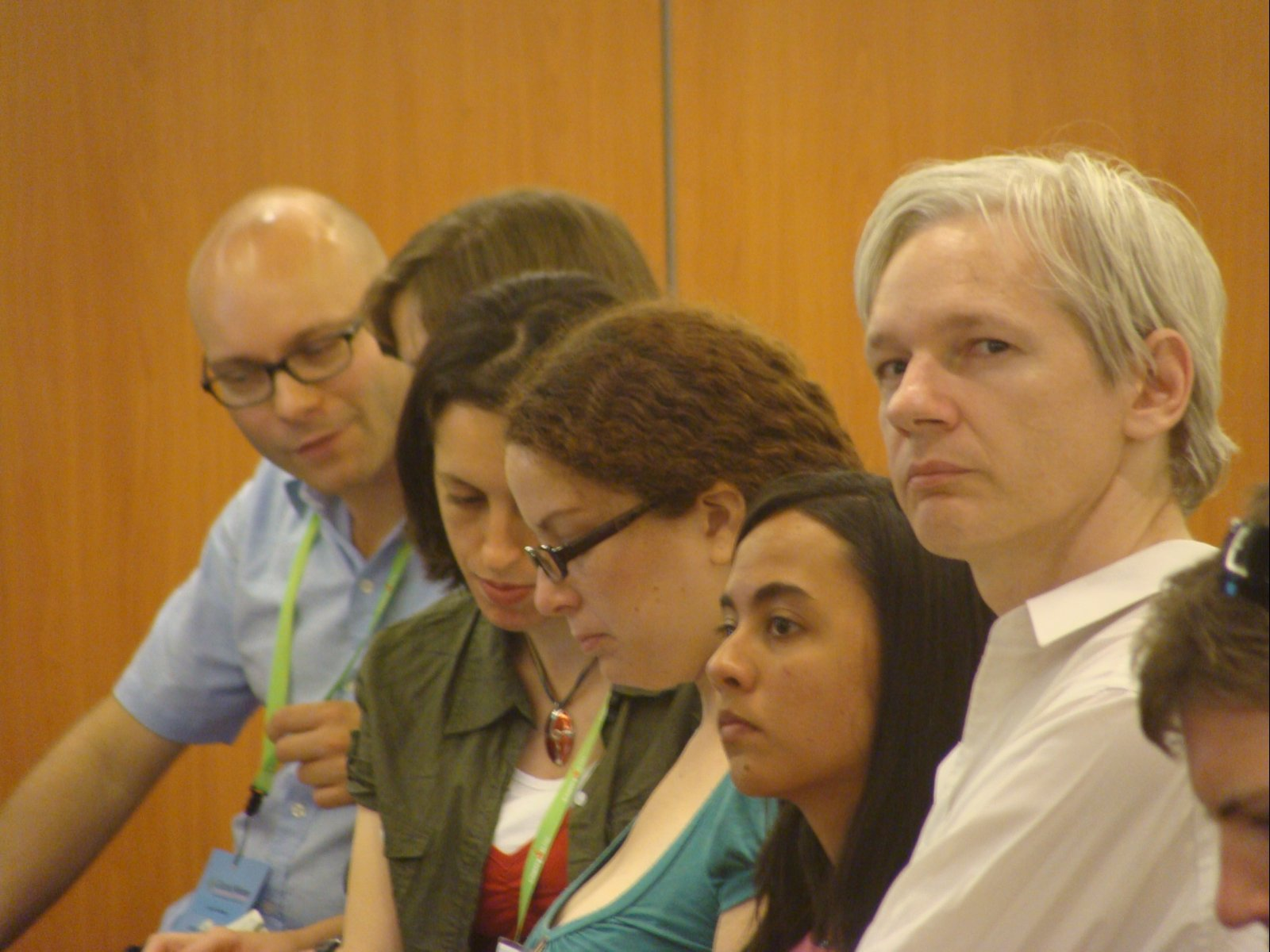

جوليان أسانج (بالإنجليزية: Julian Paul Assange)‏ (3 يوليو 1971، تاونسفيل، كوينزلاند) هو صحفي وناشط ومبرمج أسترالي، أسس موقع ويكيليكس ويرأس تحريره. حاصل على العديد من الجوائز الصحافية والحقوقية منها جائزة من منظمة العفو الدولية في 2009 ومرشح لجائزة نوبل للسلام عام 2019.
كان أسانج هاكر عندما كان مراهقا، ثم مبرمج كمبيوتر قبل أن يصبح معروفاً لعمله مع ويكيليكس، وجعل ظهوره العلني في جميع أنحاء العالم للتحدث عن حرية الصحافة، والرقابة، والصحافة الاستقصائية.
أصبحت ويكيليكس معروفة عالمياً في عام 2010 عندما بدأ في نشر وثائق عسكرية ودبلوماسية عن الولايات المتحدة بمساعدة من شركائها في وسائل الإعلام. ومنذ ذلك الحين اُعْتُقِلَت تشيلسي مانينغ للاشتباه في توريدها الكابلات إلى ويكيليكس. ورد وثائق سلاح الجو الاميركي أن العسكريين الذين يجرون اتصالات مع ويكيليكس أو «مؤيدي ويكيليكس» معرضون لخطر اتهامه ب «التواصل مع العدو»، ووزارة العدل في الولايات المتحدة نظرت في مقاضاة أسانج لعدة الجرائم.
خلال محاكمة مانينغ قدم ممثلو الادعاء أدلة يدعون أن مانينغ وأسانج تعاونوا لسرقة ونشر وثائق عسكرية ودبلوماسية عن الولايات المتحدة. منذ نوفمبر 2010، وكان أسانج الذي صدر بحقه أمر الاعتقال الأوروبي في استجابة لطلب الشرطة السويدية لاستجوابهم فيما يتعلق بتحقيق في تهمة الاعتداء الجنسي.
اعتقلت الشرطة البريطانية أسانج داخل السفارة الإكوادورية يوم 11 أبريل عام 2019 بعدما قام السفير الإكوادوري في بريطانيا بدعوتهم وسمح لهم بالدخول إلى المبنى.
في 1 مايو 2019 حكم القضاء البريطاني بالسجن 50 أسبوعاً على مؤسس ويكيليكس جوليان أسانج لانتهاكه شروط الإفراج المؤقت عنه. وفي يونيو 2024 أطلق سراح أسانج بموجب صفقة مع القضاء الأمريكي بعد 1901 يوم قضاها في السجن وفق ما صرح به موقع ويكيليكس.

## نشأته
ولد أسانج في بلدة تاونسفيل، في كوينزلاند شمال أستراليا، لأبوين عملا في صناعة الترفيه، وبسبب أسلوب حياة والدته المضطربة، تقول تقارير إنه ارتحل عن منزله نحو 35 مرة قبل أن يبلغ عمره 14 عاماً. ولأسانج ابن انفصل عنه من منذ عام 2007.
كان مولعاً بالعلوم والرياضيات والكمبيوتر، وأدين بتهمة قرصنة الكمبيوتر في عام 1995، ويقال أنه كان يسمي نفسه «مينداكس،» عندما ارتكب تلك المخالفات. واستمر ولع أسانج بأجهزة الكمبيوتر حتى أواخر عقد التسعينيات، حيث عمل على تطوير نظم التشفير، وفي عام 1999 سجل أسانج موقعه الأول «ليكس دوت كوم،» وبقيت صفحاته غير مفعلة.

### ويكيليكس
وفي عام 2006، أسس أسانج موقع «ويكيليكس»، والذي يزعم أنه «يهدف إلى نشر الأخبار والمعلومات المهمة إلى الجمهور من خلال نشر وثائق سرية، لا سيما حول الحرب الأمريكية في أفغانستان والعراق». ويقبل الموقع غير الهادف للربح «إخباريات من مصادر مختلفة،» وهناك لجنة مراجعة تستعرض ما يرد من وثائق وتقرر النشر من عدمه، ووفقاً لما قاله أسانج لصحيفة «سيدني مورنينغ هيرالد»، فإن الموقع أصدر أكثر من مليون وثيقة سرية، وهو رقم أكثر بكثير مما نشرته الصحافة حول العالم. ووفقاً للرجل فإن ذلك شيء مخز، وهو أن يتمكن فريق من خمسة أشخاص من أن يكشف للعالم كل تلك المعلومات التي عجزت الصحافة العالمية عن كشف ربعها على مدار عشرات السنين. وقد أصبح ويكيليكس، أحد أهم المواقع التي يزورها أولئك الباحثون عن طرق جديدة لعرض المعلومات السرية أمام العامة، عوضاً عن الأسلوب التقليدي. وقد حظي الموقع باهتمام كبير، بعد نشره عدة تقارير، من بينها تقرير مصور يظهر طائرة هليكوبتر أمريكية وهي تهاجم مجموعة من العراقيين المدنيين وتقتلهم، وكان من بينهم صحفيان لرويترز.

### على لائحة أكثر المطلوبين
ادرجته الشرطة الدولية (الإنتربول) على لائحة أكثر المطلوبين لدى منظمة الشرطة الدولية، بناء على طلب من محكمة سويدية تنظر في جرائم جنسية مزعومة.
وكانت محكمة ستوكهولم الجنائية قد أصدرت مذكرة اعتقال دولية بـ«سبب محتمل» بدعوى أنه مشتبه به في جرائم اغتصاب، وتحرش جنسي والاستخدام غير المشروع للقوة في وقائع حدثت في أغسطس 2010

### اعتقاله
اعتقل أسانج في بريطانيا في 7 ديسمبر 2010 بموجب مذكرة توقيف دولية صادرة عن القضاء السويدي بتهمة اغتصاب وتحرش جنسي. وتهدد الولايات المتحدة بملاحقة جوليان أسانج رداً على نشر موقع ويكيليكس مذكرات دبلوماسية أمريكية سرية أثارت حرجاً للولايات المتحدة والعديد من الدول. حكم القضاء البريطاني بتسليمه إلى السويد في فبراير 2012، فقدم اعتراضاً إلى محكمة أخرى رفضته، فلجأ إلى المحكمة العليا للمملكة المتحدة، فحكمت في 30 مايو 2012 بتسليمه إلى السويد، ويحق له الطعن في هذا القرار أمام المحكمة الأوروبية لحقوق الإنسان.

### قضية تسليمه للولايات المتحدة
قضت غرفة الاستئناف بمحكمة لندن العليا الجمعة 10 ديسمبر 2021، بإلغاء الحكم السابق الصادر برفض تسليم جوليان أسانج مؤسس «ويكيليكس» إلى الولايات المتحدة التي تريد محاكمته على تسريبه كمية هائلة من الوثائق السرية. وقال القاضي تيم هولرويد إن المحكمة «توافق على الاستئناف» الذي تقدمت به الولايات المتحدة، ما يعني أن قرار محكمة البداية ألغي، وأن على القضاء البريطاني أن يبت من جديد في طلب السلطات الأمريكية تسليمها أسانج. وحسب قضاة المحكمة العليا، فإن قرارهم الجديد ينبني على التعهدات الرسمية التي قدمتها الولايات المتحدة للحفاظ على السلامة النفسية لأسانج.
يذكر أن القاضية فانيسا باريتسر عارضت منذ نحو عام تسليم أسانج للسلطات الأمريكية، مشيرة إلى احتمال اقدامه على الانتحار في حال تسليمه.

#### ضمانات واشنطن
قدمت الولايات المتحدة 4 ضمانات، لتأكيد أنها لن تتخذ أية إجراءات تضع السلامة العقلية والنفسية لأسانج في موضع خطر، أولها أن مؤسس ويكيليكس لن يخضع للحبس الانفرادي سواء خلال محاكمته أو بعدها، ولن يُحْتَجَز بسجن «إيه دي إكس سوبرماكس» شديد الحراسة بمدينة فلورانس في ولاية كولورادو، وفيه يُحْتَجَز أخطر المطلوبين للولايات المتحدة. كما أكد محامو الولايات المتحدة أن أسانج سيسمح له بالانتقال إلى أستراليا لقضاء أية عقوبة قد يُحكم بها، وأن يكون السجن قريبا من المدينة التي يختارها. وشكك هؤلاء المحامون في جدية المرض النفسي لأسانج، وكذلك اعتباره خطيرا بما يكفي لمنع تسليمه.

#### ردود فعل
إعتبرت وزارة الخارجية الروسية في بيان لها أن إلغاء بريطانيا رفض تسليم جوليان أسانج للولايات المتحدة «أمر مشين».

## طلب اللجوء السياسي في الإكوادور

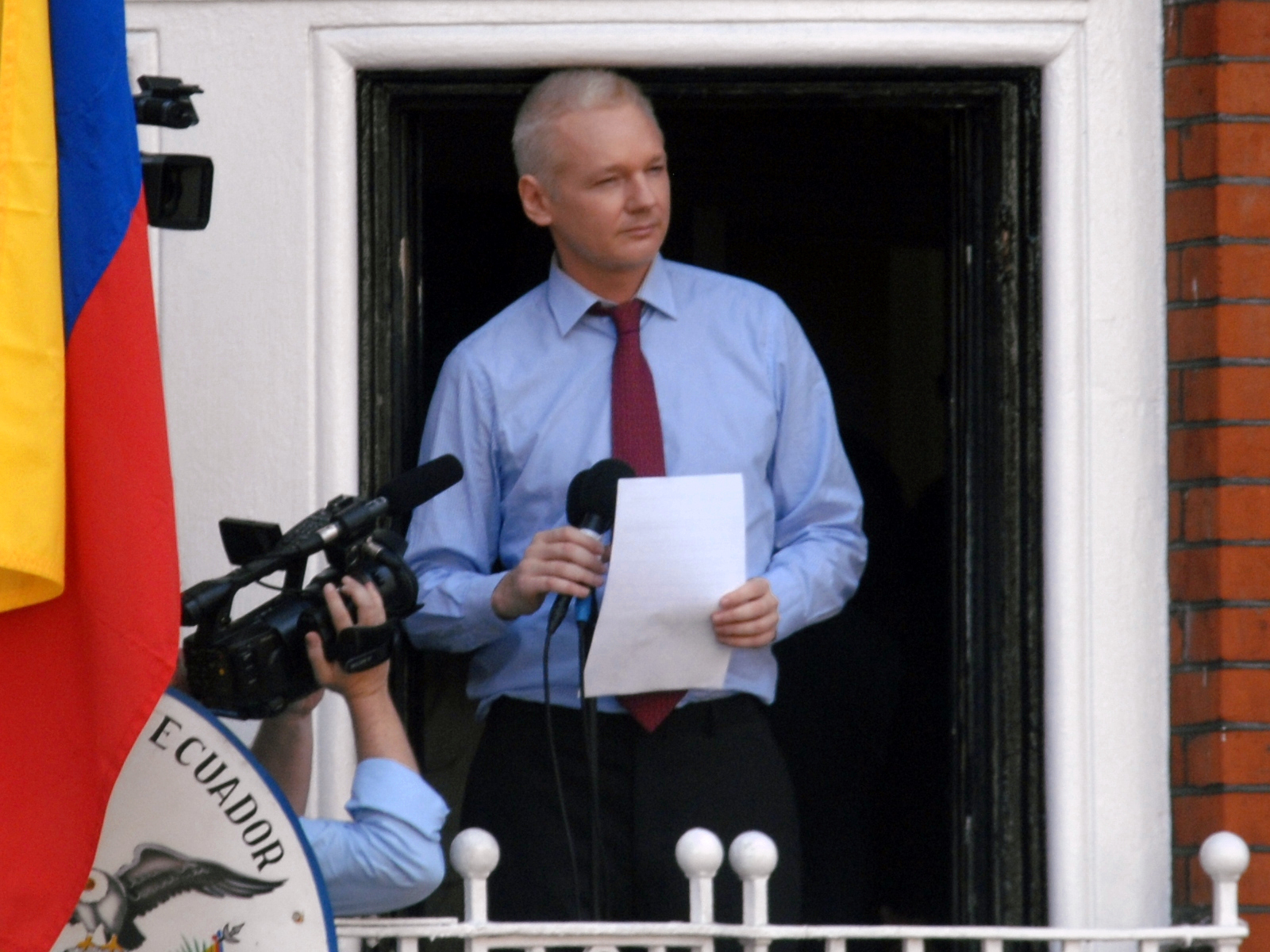
أسانج على شرفة السفارة الإكوادورية في لندن عام 2012.

فضل أسانج عدم الرجوع إلى المحكمة الأوروبية لحقوق الإنسان ولجأ في 19 يونيو 2012 إلى سفارة الإكوادور في لندن وطلب اللجوء السياسي. وعد رئيس الإكوادور رافائيل كوريا دراسة طلبه، وحاولت الإكوادور التوسط بين المملكة المتحدة والسويد لضمان محاكمة عادلة لأسانج، لكنها لم تفلح. وأعلن رئيس الإكوادور أنه سيبت في الطلب بعد انتهاء الألعاب الأولمبية في لندن. وقالت بريطانيا أنها يمكن أن تداهم سفارة الإكوادور في لندن للقبض على أسانج مما أثار استنكاراً من حكومة الإكوادور، إذ اعتبرت ذلك تهديداً بالاعتداء على سيادتها ومخالفة للقانون الدولي. وأعلن وزير خارجية الإكوادور ريكاردو باتينيو في 16 أغسطس 2012 أن حكومته قررت منح اللجوء السياسي لجوليان أسانج بناء على ما أورده في طلبه من الأخطار التي يتعرض لها في حال تسليمه إلى السويد، ولكن من غير الواضح كيف تستطيع نقل أسانج من سفارتها في لندن إلى بر الأمان على أرض الواقع.
ثم اعتقل أسانج من داخل السفارة الإكوادورية في يوم 11 أبريل عام 2019 بموافقة السفير الإكوادوري في بريطانيا.

## الانتخابات الرئاسية الأمريكية 2016

### انتقاده لكلينتون
كتب أسانج على ويكيليكس خلال فبراير 2016: «لدي سنوات من الخبرة في التعامل مع هيلاري كلينتون وكنت قد قرأت آلافاً من أسلاكها. تفتقر هيلاري للحكم وستدفع الولايات المتحدة نحو حروب غير منتهية وغبية تنشر الإرهاب. ... بالتأكيد لا ينبغي لها أن تصبح رئيسة الولايات المتحدة.» قال أسانج يوم 25 يوليو خلال مقابلة أجرتها آمي غودمان عقب عقد المؤتمر الوطني للحزب الجمهوري أن الاختيار بين هيلاري كلينتون ودونالد ترامب يشبه الاختيار بين الكوليرا أو السيلان. «شخصياً لا أفضل أياً منهما.» كانت محررة ويكيليكس سارة هاريسون قد صرّحت أن الموقع لا يختار أي المنشورات المؤذية التي يصدرها، بل يصدر ما يتوفر لهم من معلوماتٍ متاحة.
كُشف في شهر أكتوبر عام 2017 أن ريبيكا ميرسر وهي ممولة لشركة كامبريدج أناليتيكا وأحد كبار متبرعي الحزب الجمهوري اِقْتَرَحَت خلال انتخابات عام 2016 فكرة إنشاء قاعدة بيانات تخضع للملكية العامة يمكن استخدامها للبحث على رسائل البريد الإلكتروني الخاصة بهيلاري كلينتون، ثم طَرَحَت ميرسر هذا المقترح على عدة أشخاص وكان منهم المدير التنفيذي لشركة كامبريدج أناليتيكا ألكسندر نيكس الذي قام بمراسلة أسانج عبر البريد الإلكتروني شخصياً وطلب منه الحصول على رسائل البريد الإلكتروني الخاصة بكلينتون. ورد أسانج على التقارير الصحفية قائلاً أنه رفض طلب نيكس.

### تسريبات
استضاف موقع ويكيليكس يوم 4 يوليو عام 2016 خلال الانتخابات التمهيدية للحزب الديمقراطي محتوى ومعلومات لبريد إلكتروني مُرسل أو مُتلقى يعود للمرشحة هيلاري كلينتون من خادم البريد الإلكتروني الخاص بها حين كانت وزيرة الخارجية، كما صدرت هذه الرسائل الإلكترونية بالأصل عن وزارة الخارجية في شهر فبراير من عام 2016، وصدورها كان عملاً طلب بموجب ما ينص عليه قانون حرية المعلومات الأمريكي.

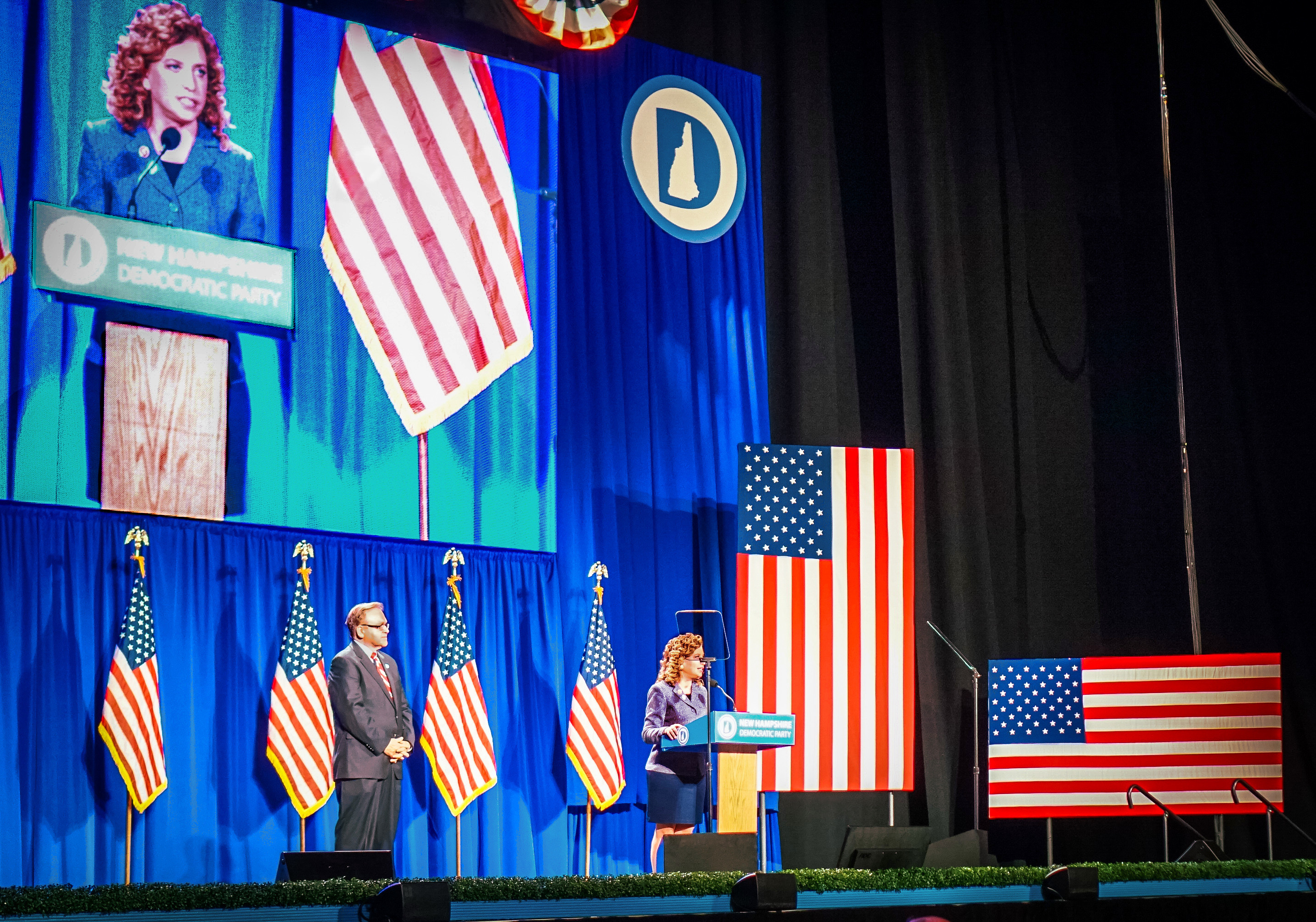
استقالت ديبي واسرمان شولتز من رئاسة اللجنة الوطنية للحزب اليمقراطي عقب ما نشره موقع ويكيليكس من تسريبات أوحت بوجود تحيز داخل الحزب الديمقراطي ضد حملة بيرني ساندرز الانتخابية لصالح منافسته الحزبية هيلاري كلينتون التي فازت بترشيح الحزب فيما بعد.

نشرت ويكيليكس بتاريخ 22 يوليو 2016 رسائل بريد إلكتروني ووثائق عن اللجنة الوطنية للحزب الديمقراطي تُقدم ظاهرياً طرقاً وأساليب تهدف لإضعاف منافس كلينتون في الانتخابات التمهيدية لترشيح الحزب الديمقراطي بيرني ساندرز وتعرض محاباةً واضحةً لكلينتون وتحيزاً ضد منافسها ساندرز، وهو الأمر الذي أدى لاستقالة رئيسة الحزب ديبي واسرمان شولتز. أفادت نيويورك تايمز أن «أسانج أتهم السيدة كلينتون بقيامها بين آخرين بالدفعِ لإسنادِ تهم إليه...» وقام أسانج بتعيين توقيت نشر هذه التسريبات ليصادف موعد عقد المؤتمر الوطني للحزب الديمقراطي. أوحى أسانج في مقابلة مع الصحفي روبرت بيستون من «آي تي في نيوز» أنه رأى هيلاري كلينتون كخصمٍ شخصيّ لهُ.
أجرى أسانج مقابلة مع قناة فوكس نيوز يوم 26 أغسطس 2016 وقال فيها أن كلينتون كانت تُحدث «هستيريا حول روسيا»، وذلك بعد إدعاء الحزب الديمقراطي وخبراء وشركات متخصصة بأمن الإنترنت بأن المخابرات الروسية قرصنت رسائل البريد الإلكتروني وسربتها إلى موقع ويكيليكس. وقامت قناة آر تي التابعة للحكومة الروسية بتكرار تصريحات أسانج هذه.
تداول صحفيون وعداً مفترضاً أُطلق عليه لقب «مفاجئة أكتوبر» للكشف عن مزيد من المعلومات حول هيلاري كلينتون والتي قد تنهي ترشيحها للانتخابات، وذلك على خلفية مشاركة أسانج من مقر إقامته في السفارة الإكوادورية بلندن متواصلاً عبر الإنترنت باجتماعٍ أقيم في برلين للاحتفال بذكرى ويكيليكس يوم 4 أكتوبر عام 2016. نشر أسانج بياناً صحفياً على ويكيليكس يوم 7 أكتوبر كشف فيه عن أكثر من 2,000 رسالة بريد إلكتروني تعود لرئيس حملة كلينتون الانتخابية جون بوديستا. وأظهرت الرسائل الإلكترونية العائدة للفترة ما بين عامي 2007 حتى 2016 مقتطفات من خطاب مدفوع ألقته كلينتون لصالح مصرف غولدمان ساكس عام 2013. شرحت كلينتون في هذه الرسائل الإلكترونية طبيعة علاقتها مع شركات وهيئات ومصارف وول ستريت وكيف قامت بتمثيلهم في السابق قائلةً: «رغم أنني مثَّلتُ (الأشخاص في مجال المال والأعمال) وقمتُ بكامل ما استطعت عليه حرصاً على استمرارية ازدهارهم، فإني دعيتُ إلى إغلاق ثغرة الفائدة المُرحّلة ومعالجة قضية رواتب المدراء التنفيذيين المرتفعة بسرعة. لذا حين نبَّهتُ إزاء الرهونات العقارية ودعيتُ إلى تنظيم المشتقات والمنتجات المالية بالغة التعقيد، فإني لم أواجه حججاً كبيرة لأن الناس قالوا تقريباً لا فهذا معقول.»
وفقاً لما خلص إليه العالم السياسي من هارفرد ماثيو باوم والعالم السياسي من كلية كانيونز فيل غوسين فإن ويكيليكس تعمد نشر الرسائل الإلكترونية المرتبطة بالحملة الانتخابية لكلينتون بمنهجٍ استراتيجي كلما شهدت نسب كلينتون في استطلاعات الرأي ارتفاعاً ملحوظاً. ونشر أسانج بياناً صحفياً ليلة الانتخابات الرئاسية رداً على الانتقادات الموجهة لنشر الرسائل الإلكترونية على ويكيليكس وذكر البيان: «نحن ننشر المواد المُعطاة إلينا التي لم تُنشر في أي مكان آخر، سواء أكانت أهميتها سياسية أم دبلوماسية أم تاريخية أم أخلاقية. عندما يكون لدينا مواد تحقق هذا المعيار فإننا ننشرها.» ويشرح أسانج أن ويكليكس تلقى معلومات متعلقة بالتسريبات الصادرة عن اللجنة الوطنية للحزب الديمقراطي وعن الحملة الانتخابية لكلينتون، ولكنهم لم يحصلوا على أي معلومات حول الحملة الانتخابية لمنافسها من الحزب الجمهوري دونالد ترامب أو حملة مرشحة حزب الخضر جيل ستاين أو حملة مرشح الحزب الليبرتاري غاري جونسون، وعليه فلم يستطيعوا نشر ما ليس بحوزتهم. ظل أسانج ينكر وجود أي ارتباط أو تعاون مع روسيا بخصوص تسريبات رسائل البريد الإلكتروني الخاصة بهيلاري كلينتون والحزب الديمقراطي.

## إدعاءات معاداة السامية
ذكرت مجلة «برايفت آي» البريطانية عام 2011 أن أحد شركاء أسانج كان منكراً للهولوكوست وهو الصحفي السويدي ذو الأصول الروسية إسرائيل شامير. وقد رد أسانج على المجلة قائلاً: «يجب أن تخجل برايفت آي من أنفسهم لانضمامهم للمؤامرة العالمية لتشويه ويكيليكس» وقال إن المقالة كانت: «محاولة واضحة لحرمانه وتنظيمه من التبرعات والدعم اليهودي». كما أصدر أسانج بياناً بتاريخ 1 مارس عام 2011، اتهم فيه المجلة بـ«تشويه» الحقيقة قائلاً: «إن 'المؤامرة اليهودية' هي خاطئة تماماً في الفحوى والكلمة. إنها خطيرة ومزعجة. نحن وموظفينا نثمن الدعم اليهودي القوي مثلما نثمن الدعم من قبل نشطاء الديموقراطية العرب والآخرين ممن يشاركوننا الأمل في عالمٍ عادل.»

## أعماله ومؤلفاته
يعد جوليان أسانج من المناصرين والداعين إلى شفافية المعلومات وليبرالية السوق. كتب أسانج بضعة أعمال قصيرة مثل «مؤامرات حكومية وإرهابية» (2006)، «المؤامرة كحكم» (2006)، وعمل «اللعنة المخفية لتوماس بين» (2008)، «ما الجديد حول ويكيليكس؟» (2011)، كما صدر له كتاب بتاريخ 18 سبتمبر عام 2014 تحت عنوان «عندما قابلت جوجل ويكيليكس». يروي الكتاب ما جرى حين طلب المدير التنفيذي لشركة جوجل إيريك شميت مقابلة أسانج عندما كان الأخير قيد الإقامة الجبرية في الريف الإنجليزي بنورفك. كان في صحبة شميت جارد كوهن وهو مدير حاضنة «جيغسو» التابعة لجوجل وكان معه ليزا شيلدز وهي نائبة رئيس مجلس العلاقات الخارجية بالإضافة إلى سكوت مالكومسون مدير الاتصالات في منظمة مجموعة الأزمات الدولية.

## أسرته
في 23 مارس 2022، ومن داخل محبسه في سجن بيلمارش شديد الحراسة، تزوج مؤسس ويكيليكس جوليان أسانج من خطيبته ستيلا موريس التي ارتبط بها منذ مدة طويلة، حيث سمحت لهما السلطات البريطانية بإقامة حفل زواج صغير داخل السجن حضره أربعة ضيوف، إضافة إلى شاهدين رسميين واثنين من حراس الأمن.

## وصلات خارجية
- جوليان أسانج على موقع IMDb (الإنجليزية)
- جوليان أسانج على موقع الموسوعة البريطانية (الإنجليزية)
- جوليان أسانج على موقع مونزينجر (الألمانية)
- جوليان أسانج على موقع ألو سيني (الفرنسية)
- جوليان أسانج على موقع ميوزك برينز (الإنجليزية)
- جوليان أسانج على موقع أول موفي (الإنجليزية)
- جوليان أسانج على موقع قاعدة بيانات الأفلام السويدية (السويدية)
- جوليان أسانج على موقع إن إن دي بي (الإنجليزية)
- جوليان أسانج على موقع ديسكوغز (الإنجليزية)
- جوليان أسانج على موقع قاعدة بيانات الفيلم (الإنجليزية)
- مؤلفات جوليان أسانج في مشروع غوتنبرغ
- أعمال أو نبذة عن جوليان أسانج على أرشيف الإنترنت
- ويكيليكس: المدونة التجميعية لوثائق ويكيليكس المتعلقة بالعالم العربي.